# 民和斑皿蛛
民和斑皿蛛（学名：Lepthyphantes minhenensis）为皿蛛科斑皿蛛属的动物。在中国大陆，分布于青海等地。该物种的模式产地在青海。